# 雪莉·奥特纳
雪莉·贝丝·奥特纳（Sherry Beth Ortner，1941年9月19日—）是一位美国文化人类学學者，主要研究社會理論和女性主义理论。她曾在加州大学洛杉矶分校任教。她曾獲得麦克阿瑟奖和古根海姆獎，並當選美国文理科学院院士和英國國家學術院院士。